# Сувишни човек
Сувишни човек (рус. лишний человек, líshniy chelovék) је руски књижевни концепт и типски лик, настао током четрдесетих и педесетих година деветнаестог века, из концепта Бајроновског хероја.
Односи се на особу, можда талентовану и способну, која се не уклапа у друштвене норме. У већини случајева, тај појединац је рођен у богатој породици са привилегијама. Типске особине укључују незаинтересованост за социјалне конвенције и вредности, цинизам, егзистенцијалну досаду, а овај типски лик често се упушта у љубавне авантуре, интриге, коцкање, алкохолизам, дуеле и друге сукобе.
Сувишни човек ће често покушати да изманипулише, омаловажи, контролише или зароби друге појединце, посебно ако из тога добија задовољство, комфор или личну безбедност.. Из разлога што нема интегритета или амбиција, он се често стара само о својим потребама и види мало сврхе у помагању другима или размишљању о "општем добру".
Овај карактерни тип потиче из Пушкиновог дела "Евгеније Оњегин". Термин је успоставио и популаризовао Иван Тургењев у својој новели "Речник сувишног човека" (1850), што је касније примењено на све сродне ликове из раније објављених дела. Љермонтов Јунак нашег доба (1840) за протагонисту има сувишног човека Печорина, који је нихилиста и фаталиста. Други познати примери су "Ко је крив?" Александра Херцена (1845–1846), "Рудин" Ивана Тургењева (1856) и "Обломов" (1859) Ивана Гончарова.
Поједини руски критичари, попут Висариона Белинског, посматрали су сувишног човека као нуспродукт владавине Николаја I, када најобразованији људи нису желели да буду део дискредитоване владе, па су онда, у недостатку бољих могућности за самоостварење, осуђивали себе да живе пасивно. Дејвид Патерсон описује сувишног човека као "не само.. било који типски лик у књижевности... већ парадигму особе која је изгубила поенту, место, присуство у животу". Патерсон даље описује сувишног човека као особу без дома.
Антиархетип сувишног човека је велики човек.